# Harry Hornig
Harry Hornig (* 22. Oktober 1930 in Gelsenkirchen; † 24. Dezember 2022) war ein deutscher Dokumentarfilmer.

## Leben

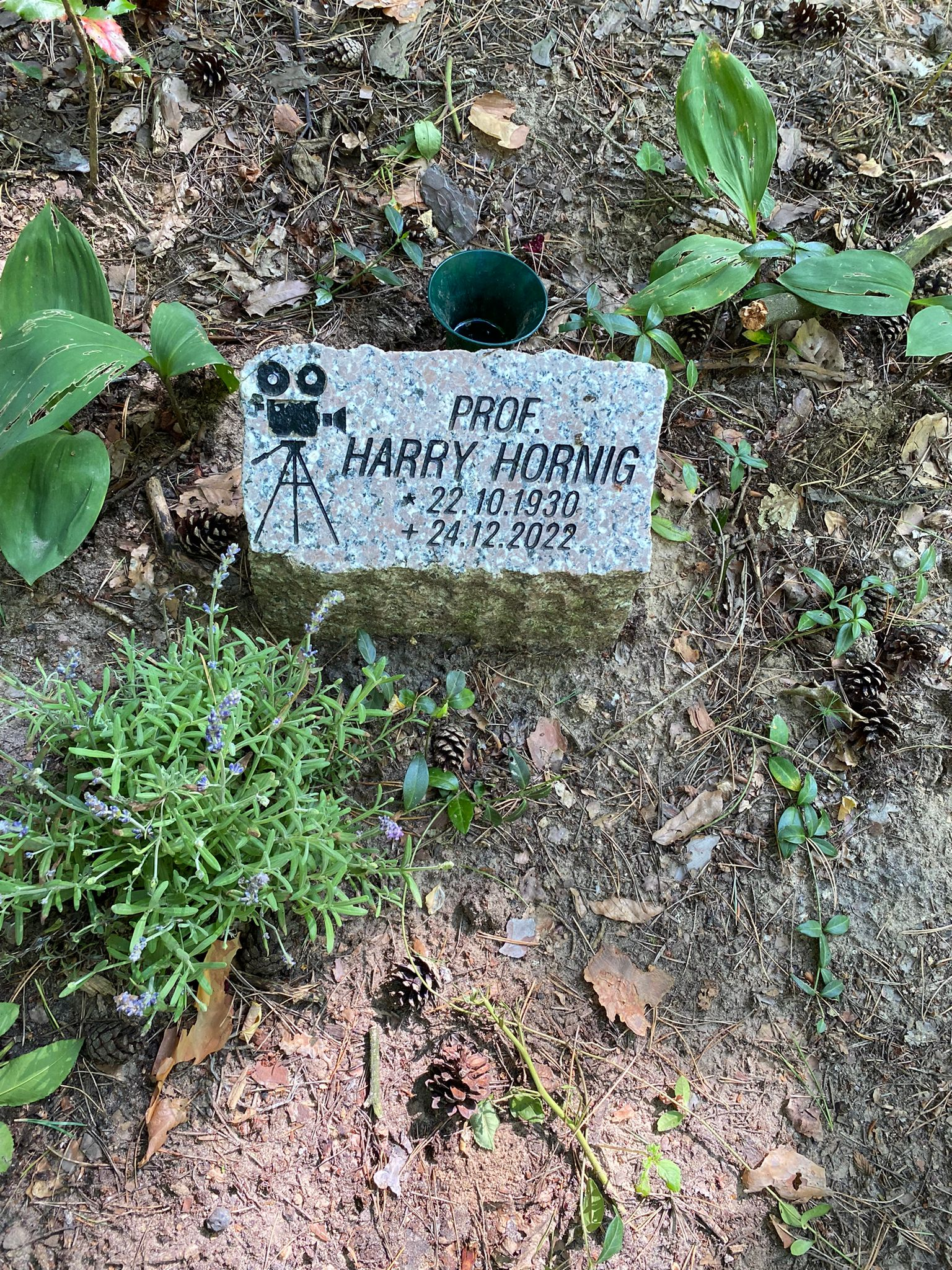
Grabstein auf dem Südwestkirchhof Stahnsdorf

Harry Hornig war der Sohn eines Bergmanns. Er besuchte die Mittelschule in Gelsenkirchen und machte danach eine Lehre als Bergarbeiter. Im Jahre 1949 zog er nach Jena, wo er an der dortigen Universität ein Studium der Philosophie, Germanistik und Filmwissenschaften abschloss. Ab den 1950er Jahren arbeitete er beim DEFA-Studio für Dokumentar- und Kurzfilme. Dort wurde er 1954 unter der Leitung von Gustav Wilhelm Lehmbruck Dramaturgie-Assistent, später Dramaturg und Redakteur und arbeitete unter anderem mit Joachim Hadaschik zusammen. Ab 1958 arbeitete er als Dokumentarfilmregisseur und nahm Autoren- und Dramaturgentätigkeiten wahr. Ab 1961 widmete er sich Kinder- und Jugenddokumentationen und arbeitete mit dem Schriftstellerehepaar Wera und Claus Küchenmeister zusammen, wobei er die Geschichte der proletarischen Kinderbewegung in Deutschland zum Thema seiner Dokumentationen machte. 1974 arbeitete er zusammen mit Róza Berger-Fiedler, wobei beide zum Anlass des 25. Jahrestages der DDR den Film Träume leben schufen.
Neben seiner Arbeit im DEFA-Dokumentarfilmstudio war Hornig für das Fernsehen der DDR tätig und wurde stellvertretender Leiter im Bereich Fernsehen des DEFA-Studios für Kurzfilme. Von 1979 bis 1982 war er Vorsitzender der Sektion Dokumentarfilm und Fernsehpublizistik im Verband der Film- und Fernsehschaffenden der DDR.
1979 wurde er mit dem Nationalpreis der DDR II. Klasse für Kunst und Literatur ausgezeichnet.
Ab 1982 war Hornig Dozent für Regie des Dokumentarfilms an der Hochschule für Film und Fernsehen in Potsdam-Babelsberg. Von 1983 bis 1986 leitete er den Fachbereich Regie und arbeitete als Prorektor für Ausbildung, Film- und Fernsehproduktionen. Weiter lehrte Hornig auch an der Hochschule für Fernsehen und Film München, der Ruhr-Universität Bochum und der VHS Gelsenkirchen. Zudem arbeitete er als Autor und Dramaturg und kooperierte oft mit der Regisseurin Róza Berger-Fiedler. 1991 gründete Hornig gemeinsam mit Berger-Fiedler die BABEL Film und Video GmbH mit Sitz in Berlin, wo er als Autor, Dramaturg und beratender Produzent arbeitete. 2016 waren Hornigs Filme Pankoff und Wink vom Nachbarn im Rahmen der Retrospektive „Deutschland 1966 – Filmische Perspektiven in Ost und West“ auf der Berlinale zu sehen.
Harry Hornig starb an Heiligabend 2022 im Alter von 92 Jahren. Beigesetzt wurde er auf dem Südwestkirchhof Stahnsdorf.

## Filmografie (Auswahl)
- 1956: KgU – Kampfgruppe der Unmenschlichkeit (Dramaturgie)
- 1958: Tageskurs 1:4
- 1958: Agenten im Schatten einer Partei
- 1966: Pankoff
- 1968: Ostern 68
- 1973: Ewa – Ein Mädchen aus Witunia
- 1981: Liebster Dziodzio

## Schriften
- Harry Hornig: Aktuelle Probleme des Dokumentarfilms. In: Deutsche Filmkunst. 11/1961.
- Harry Hornig, in: Werkstatt. Berlin 1974.
- Harry Hornig: Der Dokumentarfilm und seine Zuschauer. In: Film und Fernsehen. 11/1980.